# مندلیف ۲۷۶۹
سیارک ۲۷۶۹ (به انگلیسی: 2769 Mendeleev، نامگذاری:1976GZ2) دو هزار و هفتصد و شصت و نهمین سیارک کشف شده‌است که در ۱ آوریل ۱۹۷۶ کشف شد.
قدر مطلق سیارک برابر ۱۲٫۱۰ است.